# Katarina Ivanovska
Katarina Ivanovska (makedonsky: Катарина Ивановска; * 18. srpna 1988 Skopje) je makedonská modelka a herečka. Je považována za nejúspěšnější makedonskou modelku všech dob. Svou modelingovou kariéru zahájila v roce 2004, tedy ve svých šestnácti letech, když vystoupila na milánském týdnu módy poté, co vyhrála soutěž International Model Look v Makedonii. V prosinci 2004 se objevila na obálce časopisu Elle a také na obálce italské a ruské verze Vogue. V roce 2006 byla na obálkách časopisů Diva a Máxima a stala se tváří reklam Dolce & Gabbana a Christian Dior. Rok poté byla na obálce Harper’s Bazaar, v roce 2008 pracovala pro Ralpha Laurena. V roce 2011 podepsala smlouvu s firmou Victoria's Secret. V roce 2012 ztvárnila hlavní roli v historickém makedonsko-česko-americkém snímku Třetí poločas.